# Lackhausen

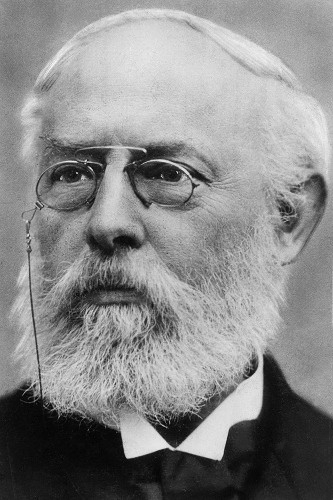
Konrad Duden

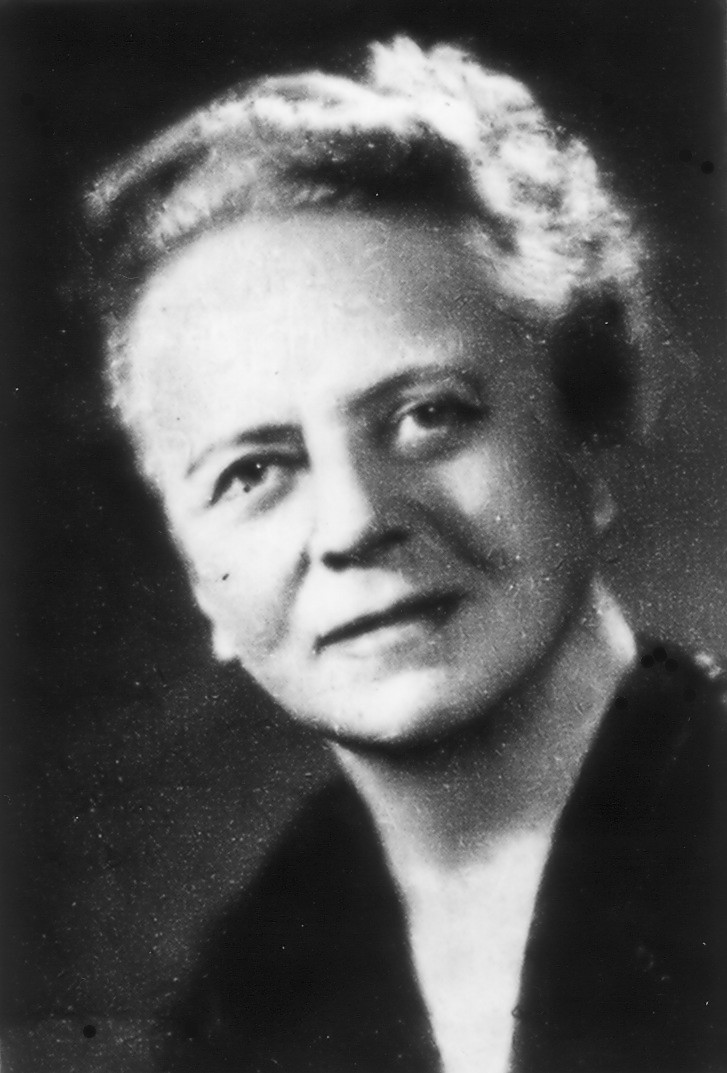
Ida Noddack-Tacke

Lackhausen ist ein Ortsteil der Hansestadt Wesel am Niederrhein. Er liegt am nordöstlichen Stadtrand und hat 3.252 Einwohner (Stand 2021).

## Geographie
Lackhausen liegt einige Kilometer nordöstlich der Weseler Innenstadt und gehört zum Stadtteil Obrighoven-Lackhausen, der bis 1969 eine eigenständige Gemeinde war. Der Ortskern von Lackhausen schließt sich direkt an das zur Feldmark gehörende Hanseviertel an und ist ein gefragtes Wohngebiet in Stadtnähe. Richtung Osten ist der Ortsteil dagegen sehr ländlich und umfasst ein nur durch Höfe besiedeltes Gebiet rund um den Fluss Issel. Die A 3 bildet im Nordosten die Grenze zum Hamminkelner Ortsteil Brünen, die nächstgelegene Anschlussstelle befindet sich jedoch weiter südöstlich. Eine wichtige Verkehrsverbindung ist die Emmericher Straße, welche Lackhausen im Westen von der Feldmark abgrenzt und zur Bundesstraße 8 führt. Südlich des Ortes verläuft die Bundesstraße 70 und östlich des Siedlungsgebiets der Molkereiweg, welcher Richtung Dingden führt. Im Süden grenzt Lackhausen an Obrighoven und im Nordwesten an Blumenkamp. In Blumenkamp liegt ein Haltepunkt an der Bahnstrecke Richtung Bocholt und in der Feldmark unweit von Lackhausen ein kleiner Bahnhof an der Strecke Koblenz-Emmerich.

## Geschichte und Entwicklung
Im Mittelalter war Lackhausen eine Bauerschaft im Kirchspiel Wesel. Nach der Reformation um 1540 wurde es überwiegend von Calvinisten und einer katholischen Minderheit bewohnt, hatte jedoch für keine der Konfessionen eine Kirche. Im frühen 17. Jahrhundert entstand bei Lackhausen an der Issel die Bärenschleuse, welche die Wasserversorgung der Festung in Wesel sicherstellen sollte.
1824 vereinigte sich Lackhausen mit dem angrenzenden Obrighoven zur Gemeinde Obrighoven-Lackhausen, die bis 1848 von Wesel mitverwaltet und danach erst eigenständig wurde. 1832 hatte Lackhausen 409 Einwohner und war damit geringfügig kleiner als Obrighoven. Zu dieser Zeit wurde auf Gut Bossigt mit Konrad Duden (1829–1911) ein Lackhausener geboren, der später große Bekanntheit erlangte. Zurückgehend auf ein Einzelhandelsgeschäft aus dem Jahr 1809 wurde in Lackhausen 1867 die Firma Tacke Lacke zur Farb- und Lackherstellung gegründet. Die Lackfabrik Lackhausen war nicht namensgebend für den aus dem Mittelalter stammenden Ortsnamen, doch die Namensgleichheit wurde bei der Außendarstellung des Unternehmens genutzt. Aus der Unternehmerfamilie ging Ida Noddack (geb. Tacke; 1896–1978) hervor. Sie war eine bedeutende Chemikerin und an der Entdeckung der Elemente Technetium und Rhenium beteiligt. Die Firma hat sich bis heute als spezialisiertes Unternehmen erhalten.
In der Nachkriegszeit und besonders zu Beginn des 21. Jahrhunderts bekam Lackhausen verstärkt städtische Strukturen. Neben der Errichtung eines Einkaufszentrums im Jahr 2006 dehnte sich der Ort durch mehrere Neubaugebiete aus. Diese Entwicklung wurde durch die Existenz des Einkaufszentrums begünstigt.

## Bauwerke
- Gut Bossigt
- Sportplatz am Molkereiweg (PSV Wesel-Lackhausen)
- Bärenschleuse
- Fabrikantenwohnhaus an der Lackfabrik
- Gemeindehaus der ev. freikirchlichen Gemeinde[9]

## Sport
Der PSV Wesel-Lackhausen entwickelte sich im frühen 21. Jahrhundert zum sportlich stärksten Fußballverein Wesels. 2006 bezog er eine neue Anlage am Molkereiweg, weil der alte Sportplatz an der Julius-Leber-Straße zum Standort eines Einkaufszentrums wurde. Von 2013 bis 2014 war der PSV in der Oberliga Niederrhein vertreten.